# Mont Vernon
Mont Vernon és una població dels Estats Units a l'estat de Nou Hampshire. Segons el cens del 2000 tenia 2.034 habitants.

## Demografia
Segons el cens del 2000, Mont Vernon tenia 2.034 habitants, 693 habitatges, i 575 famílies. La densitat de població era de 47,3 habitants per km².
Dels 693 habitatges en un 43,3% hi vivien nens de menys de 18 anys, en un 73,7% hi vivien parelles casades, en un 5,6% dones solteres, i en un 16,9% no eren unitats familiars. En el 12,1% dels habitatges hi vivien persones soles el 6,1% de les quals corresponia a persones de 65 anys o més que vivien soles. El nombre mitjà de persones vivint en cada habitatge era de 2,9 i el nombre mitjà de persones que vivien en cada família era de 3,17.
Per edats la població es repartia de la següent manera: un 29,7% tenia menys de 18 anys, un 4,4% entre 18 i 24, un 30,8% entre 25 i 44, un 26% de 45 a 60 i un 9,1% 65 anys o més.
L'edat mediana era de 38 anys. Per cada 100 dones de 18 o més anys hi havia 103,1 homes.
La renda mediana per habitatge era de 71.250$ i la renda mediana per família de 77.869$. Els homes tenien una renda mediana de 50.353$ mentre que les dones 32.500$. La renda per capita de la població era de 30.772$. Entorn de l'1% de les famílies i el 2% de la població estaven per davall del llindar de pobresa.